# Boys and Girls (Pixie Lott)
Boys and Girls è il secondo singolo della cantante inglese Pixie Lott proveniente dal suo album di esordio Turn It Up. La canzone è stata pubblicata digitalmente nel Regno Unito il 5 settembre 2009 come secondo singolo estratto dell'album. Un duplicato fisico fu pubblicato il 7 settembre su iTunes. Il singolo ha raggiunto la vetta della Official Singles Chart nel settembre 2009, alla pari del precedente brano della cantante, Mama Do (Uh Oh, Uh Oh).

## Tracce
CD single and iTunes single
1. Boys and Girls (Single Version) – 3:02
2. If I Changed – 3:41

iTunes (Remix Bundle) - EP
1. Boys and Girls – 3:04
2. Boys and Girls (Moto Blanco Remix Full) – 7:04
3. Boys and Girls (Fuzzy Logic Remix Full) – 5:47
4. Boys and Girls (Hot Pink Delorean Remix Full) – 6:37

## Il video
La canzone è stata accompagnata da un video musicale. Le riprese sono state completate il 13 giugno 2009.

## Classifiche
| Classifica (2009) | Posizione massima |
| ----------------- | ----------------- |
| Australia         | 67                |
| Belgio (Fiandre)  | 53                |
| Belgio (Vallonia) | 58                |
| Danimarca         | 39                |
| Europa            | 10                |
| Irlanda           | 4                 |
| Regno Unito       | 1                 |
| Repubblica Ceca   | 27                |
| Slovacchia        | 28                |